# Großseeham
Großseeham ist ein Gemeindeteil der Gemeinde Weyarn im oberbayerischen Landkreis Miesbach.

## Geographie

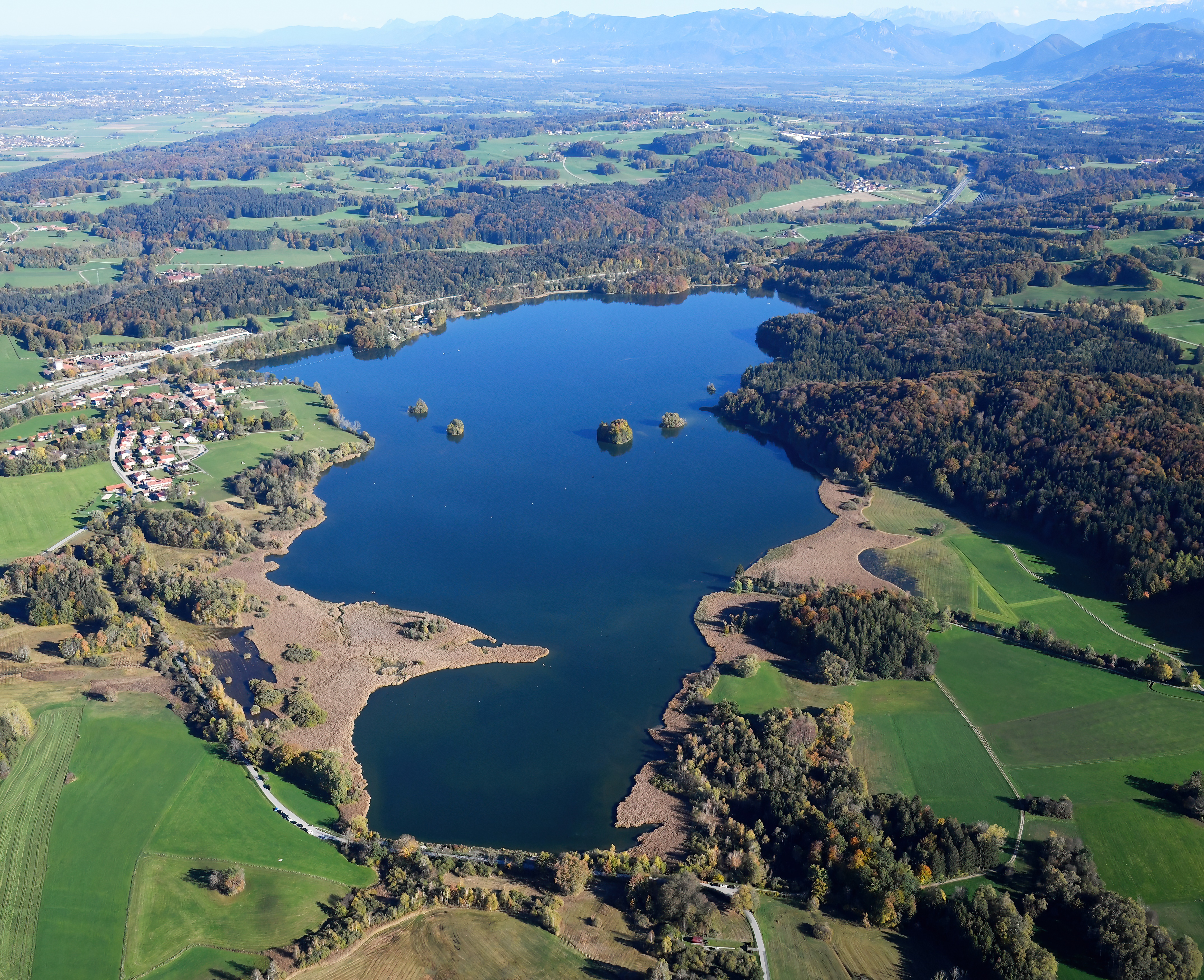
Luftbild des Seehamer Sees (Ansicht von Westen; 2022)

Das Dorf Großseeham liegt östlich des Hauptortes Weyarn an der Kreisstraße MB 20 und der A 8. Südlich erstreckt sich der 147 ha große Seehamer See, der im 532,5 ha großen Landschaftsschutzgebiet Seehamer See mit Wattersdorfer Moor liegt (siehe Liste der Landschaftsschutzgebiete im Landkreis Miesbach).

## Baudenkmäler
In der Liste der Baudenkmäler in Weyarn sind für Großseeham fünf Baudenkmäler aufgeführt, darunter
- die aus der 1. Hälfte des 18. Jahrhunderts stammende, teilweise modern veränderte Dorfkapelle, ein Bau mit giebelseitigem Dachreiter und Schieferdach.